# Разнесённая радиолокационная система
Разнесённая радиолокационная система (РРС) — радиолокационная система, у которой передающее и приёмно-координатное устройство (центр сбора и обработки информации) разнесены в пространстве на расстояние, называемое базой, значительно превышающее величину ошибки определения дальности.
В зависимости от соотношения базы и дальности действия РРС различают системы с большой, средней и малой базой. У систем с малой базой дальность действия во много раз превышает базу системы, у систем со средней базой дальность действия и база примерно равны и у систем с большой базой дальность действия меньше чем база.
Одним из преимуществ РРС по сравнению с совмещёнными РЛС является то, что один передатчик обеспечивает работу сразу нескольких приёмно-координатных устройств (ПКУ), так как вместо нескольких передатчиков работает один, возрастает эффективность использования электромагнитного ресурса.